# Kubadhiyan
Kubadhiyan o Kuwadhiyan fou una petita província de l'edat mitjana situada a la riba dreta de l'Oxus. La capital homònima d'aquesta província, era la població principal del territori i li donava nom. El formava la conca del Kubadhiyan, modern riu Kafirnihan que venia de les muntanyes Buttaman i desaiguava a l'Oxus. Tenia a l'oest el Caghaniyan, i a l'est el Wakhsh i Khuttal; normalment depenia del Khuttal. Modernament està situada al Tadjikistan.
Ja l'esmenta el pelegrí budista xinès Hiuen-Tsang amb el nom de Kio-ho-yen-ba. Al segle X el geògraf àrab Ibn Hàwqal dona a la ciutat el nom alternatiu de Fazz, però no el segueix al-Mukaddasi. Era una vila fortificada però més petita que Tirmidh; al nord tenia les fortaleses de Washgird i Shuman que defensaven el territori contra tribus de saquejadors de les muntanyes Buttaman, especialment els kumidjis. Ibn Hàwqal diu que estava ben defensada i que hi havia un agent samànida (sahib-barid, agent de comunicacions i d'informació); exportava safrà i roja (una planta les arrels de la qual servien per tintar).
Dels samànides va passar als gaznèvides amb Caghaniyan i Khuttal, i després als seljúcides. Probablement al segle xii apareix com a dependència del govern de Balkh; sota els timúrides va estar sota dependència d'Herat.